# NGC 1049
NGC 1049 es un cúmulo globular situado en la constelación de Fornax, en la cercana galaxia Enana de Fornax, una de las más pequeñas de las que componen el Grupo Local. Situado a unos 530.000 años luz de nosotros, NGC 1049 es visible con un telescopio de tamaño moderado, pero la galaxia que le alberga es prácticamente invisible.
El cúmulo fue descubierto por John Herschel durante su expedición al Cabo de Buena Esperanza entre 1834 y 1838. NGC 1049 también ha sido catalogado como Hodge 3, cuando Paul Hodge catalogó los cinco cúmulos globulares conocidos en 1961 en la galaxia Enana de Fornax.